# Chrome Dreams II
Albums de Neil Young
Living with War
(2006) Sugar Mountain: Live at Canterbury House 1968
(2008)
Chrome Dreams II est le 30e album studio de Neil Young, paru en octobre 2007.

## Historique
Le disque est dans la lignée des albums mélangeant les ballades country et les compositions plus électriques.
Chrome Dreams II est censé être la suite de Chrome Dreams qui devait sortir en 1977 et n'a jamais été diffusé, les chansons apparaissant progressivement dans divers albums qui suivirent. L'album comprend deux titres de plus de 14 minutes : Ordinary People et No Hidden Path. Ce dernier titre a été nommé pour un Grammy Award en  2009.
Ordinary People a été enregistré en 1988 avec les Bluenotes.

## Titres
Toutes les compositions sont de Neil Young.
| No  | Titre              | Durée |
| --- | ------------------ | ----- |
| 1.  | Beautiful Bluebird | 4:27  |
| 2.  | Boxcar             | 2:44  |
| 3.  | Ordinary People    | 18:13 |
| 4.  | Shining Light      | 4:44  |
| 5.  | The Believer       | 2:39  |
| 6.  | Spirit Road        | 6:32  |
| 7.  | Dirty Old Man      | 3:17  |
| 8.  | Ever After         | 3:32  |
| 9.  | No Hidden Path     | 14:31 |
| 10. | The Way            | 5:15  |

## Musiciens
- Neil Young - guitares acoustique et électrique, banjo, harmonica, piano, orgue, Hammond B-3, vibraphone, percussions, chant
- Ben Keith - pedal steel guitare, guitare slide, dobro, guitare électrique, Hammond B-3, chant
- Rick Rosas - basse, chant
- Ralph Molina - batterie, percussions, chant

sur Ordinary People :
- Neil Young
- Joe Canuck - chant
- Frank “Pancho” Sampedro - guitare
- Rick Rosas - basse
- Chad Cromwell - batterie
- Ben Keith - saxophone alto
- Steve Lawrence - saxophone ténor, claviers
- Larry Cragg - saxophone baryton
- Claude Cailliet - trombone
- John Fumo - trompette
- Tom Bray - trompette (solo)